# Бойко Микола Костянтинович
Бойко Микола Костянтинович (нар. 2 січня 1947, с. Благодатне, Петровський район, Ставропольський край, РРФСР) — генеральний директор Національного виробничо-аграрного об'єднання «Масандра» в 1987—2015 роках. Герой України (2009). Позбавлений державних нагород України, інших форм відзначення відповідно до рішення Ради національної безпеки і оборони України від 2 травня 2018 року.

## Біографія
Народився 2 січня 1947 р. у селі Благодатне Петровського району Ставропольського краю.
Батько — Бойко Костянтин Якович — 1914 року народження. Мати — Бойко Софія Іванівна — 1912 року народження.
- У 1964 закінчив Благодатненську середню школу.
- У 1965 вступив до Ставропольського сільськогосподарського інституту, який з відзнакою закінчив в 1970 році за спеціальністю «вчений агроном».
- З 1970 по 1976 працював у колгоспі «Україна» Кіровського району Кримської області на посаді старшого агронома по багаторічним насадженням.
- З 1976 по 1982 — головний агроном радгосп-заводу «Алушта», ВАО «Масандра».
- З 1982 по 1987 — директор радгосп-заводу «Таврида», ВАО «Масандра».
- З 1987 по теперішній час — генеральний директор Державного Концерну Національного виробничо-аграрного об'єднання «Масандра».
- 1994—2006 роках — депутат Ялтинської міської ради.

## З приводу назв, незнання законів
Після захоплення Криму Росією виноробний комбінат «Масандра», очолюваний Миколою Бойком, зіткнувся зі складнощами в роботі через нові російські норми, які відносять його продукцію до розряду «винних напоїв»:
|  | Зараз я бачу — з подивом, з тривогою, навіть з жахом — що ми зі своєю продукцією не вписуємося в російське законодавство. Уявляєте, наш всесвітньо відомий «Мускат білий Червоного каменя» — це «винний напій»! Наша гордість — кагор «Південнобережний», мадера «Масандра», херес «Масандра» — це все винні напої... Наш червоний портвейн «Лівадія» — улюблений портвейн Миколи II — став винним напоєм! Це зобов'язує нас відповідним чином позиціонувати свій продукт, писати на етикетках «винний напій». |

## Втрата посади
У лютому 2015 Слідчий комітет Російської Федерації звинуватив Бойка у «зловживанні службовими повноваженнями» і російська окупаційна влада Криму усунула його з посади. На його місце була призначена лояльна до загарбників Яніна Павленко, яка до цього керувала кримським заводом шампанських вин «Новий Світ». В вересні 2015 проти неї також було відкрите кримінальне впровадження за «заволодіння державним майном в особливо великих розмірах» (стаття 191, ч.5 Кримінального Кодексу України) — тепер вже з боку Генеральної прокуратури України.

## Особисте життя
Одружений. Діти:
- Бойко Олексій Миколайович — 1968 року народження;
- Бойко Геннадій Миколайович — 1968 року народження;
- Бойко Іван Миколайович — 2013 народження.

## Книги
- Микола Бойко. Галина Мітяєва. Колекційні вина НВАО «Масандра» Гриф Фонд, 2003 рік, російською та англійською мовами. 392 с., іл. ISBN 966-8485-00-9 (рос.) ISBN 966-8485-01-7 (англ.)
Ця книга присвячена колекційним винам Національного виробничо-аграрного об'єднання «Масандра» (Україна, Крим). У книзі описана також історія співпраці Масандри з винним департаментом «Сотбі» (Лондон) зарубіжними фірмами. Ця книга — віха в історії вітчизняної винної літератури — буде цікава колекціонерам, поціновувачам вин, а також гуртовим покупцям виноробної продукції.
- Бойко М. К. Вино. Роки. Люди. Події. Гриф Фонд, 2010 рік, російською та англійською мовами. 272 с., іл. ISBN 978-966-8485-12-1 (рос.), ISBN 978-966-8485-14-5 (англ.)
У цій книзі зроблена спроба поглянути на історію людства під ракурсом історії вина, точніше історії унікальної Масандрівської колекції вин. Ця книга — справжній подарунок як для поціновувачів вин, так і для тих, хто цікавиться історією й культурою нашої цивілізації.
- Бойко М. К. Гості Масандри Гриф Фонд, 2011 рік, російською та англійською мовами. 496 с., іл. ISBN 978-9666-8485-21-3
Книжка присвячена 20-річчю незалежності України, 75-річчю Національного виробничо-аграрного об'єднання «Масандра», 115-річчю відкриття Головного Масандрівського підвалу. Увазі читача пропонується розповідь про історію Масандри від 90-х років XIX ст. до наших днів. Читач ознайомиться з традиціями виробництва масандрівських вин, дізнається про їхні унікальні властивості, які заслужили високу оцінку експертів усього світу. Ця книга буде цікава колекціонерам, знавцям вин, фахівцям виробної галузі та усім, хто цікавиться історією виноробства.

## Нагороди
- Звання «Герой України» з врученням ордена Держави (19 серпня 2009) — за визначні особисті заслуги перед Україною у збереженні та примноженні найкращих традицій вітчизняного виноградарства та виноробства, багаторічну плідну працю[4]
- Орден «За заслуги» III ст. (30 січня 2007) — за значний внесок у соціально-економічний, культурний розвиток Автономної Республіки Крим, вагомі трудові досягнення та з нагоди Дня Автономної Республіки Крим[5]

2 травня 2018 року був позбавлення державних нагород України, інших форм відзначення відповідно до рішення Ради національної безпеки і оборони України.